# 磐清水村
磐清水村（いわしみずむら）は、1956年（昭和31年）まで岩手県東磐井郡にあった村。現在の一関市千厩町磐清水にあたる。

## 地理
東磐井郡の中央部に位置し、千厩町や大東町など7町村と境を接していた。

## 沿革
- 1875年（明治8年）10月17日 - 水沢県による村落統合にともない、寺沢村・濁沼村・仏坂村が合併して磐清水村となる[2]。
- 1889年（明治22年）4月1日 - 町村制施行にともない、磐清水村単独で村制施行[2]。
- 1956年（昭和31年）9月30日 - 千厩町・奥玉村・小梨村と合併し、新制の千厩町となる。

## 行政

### 歴代村長
| 代 | 氏名         | 就任日                     | 退任日                     | 備考 | 出典  |
| -- | ------------ | -------------------------- | -------------------------- | ---- | ----- |
| 1  | 菅原雄右ェ門 | 1889年（明治22年）5月22日  | 1893年（明治26年）5月21日  |      | [ 2 ] |
| 2  | 藤野篤海     | 1893年（明治26年）5月26日  | 1897年（明治30年）3月20日  |      | [ 2 ] |
| 3  | 菅原雄右ェ門 | 1897年（明治30年）3月31日  | 1899年（明治32年）4月30日  | 再任 | [ 2 ] |
| 4  | 板橋渉       | 1899年（明治32年）6月2日   | 1902年（明治35年）10月30日 |      | [ 2 ] |
| 5  | 伊藤米吉     | 1902年（明治35年）12月24日 | 1911年（明治44年）8月30日  |      | [ 2 ] |
| 6  | 千葉寅治     | 1911年（明治44年）9月16日  | 1920年（大正9年）5月22日   |      | [ 2 ] |
| 7  | 菊池弥七     | 1920年（大正9年）6月20日   | 1924年（大正13年）6月29日  |      | [ 2 ] |
| 8  | 菊池健雅     | 1924年（大正13年）7月28日  | 1928年（昭和3年）7月27日   |      | [ 2 ] |
| 9  | 千葉襄一郎   | 1928年（昭和3年）8月6日    | 1946年（昭和21年）11月20日 |      | [ 2 ] |
| 10 | 菊池敬夫     | 1947年（昭和22年）4月6日   | 1955年（昭和30年）4月30日  |      | [ 2 ] |
| 11 | 千葉義七郎   | 1955年（昭和30年）5月1日   | 1956年（昭和31年）9月29日  |      | [ 2 ] |

## 経済

### 第一次産業
- 酪農
- 畑作
- 稲作
- 養蚕
- たばこ

## 教育
村内に高等学校は所在しない。最寄りの高校は岩手県立千厩高等学校（千厩町千厩）、岩手県立摺沢高等学校（大東町摺沢）。

### 中学校
- 磐清水村立磐清水中学校

### 小学校
- 磐清水村立磐清水小学校

## 交通

### 鉄道
国鉄大船渡線が南北に通っていたが、村内に駅は置かれなかった。